# Archiwum Państwowe w Lublinie
Archiwum Państwowe w Lublinie powołane zostało na mocy reskryptu Rady Regencyjnej z 31 lipca 1918 roku.

## Historia
W XVI wieku w Lublinie funkcjonowały dwa archiwa: miejskie w tzw. Małym Ratuszu przy ul. Archidiakońskiej i archiwum ksiąg grodzkich na Zamku Lubelskim. Wraz z organizacją Trybunału Koronnego utworzono trzecie archiwum w klasztorze Dominikanów. Działalność archiwów kontynuowana była po III rozbiorze Polski. W 1827 roku powstało Archiwum Akt Dawnych mieszczące się w klasztorze Dominikanów, które miało scalić i zabezpieczyć archiwalia sądowe i miejskie z terenu Lubelszczyzny. Po likwidacji Archiwum w 1887 roku, akta przewieziono do Centralnego Archiwum w Wilnie, wraz z pergaminami, które trafiły do wileńskiej biblioteki. W 1919 i 1962 większość z tych zbiorów powróciła do Lublina.
W czerwcu 1918 roku rozpoczęło działalność archiwum miejscowe, które przyjęło zgromadzone przez „objazdowego archiwistę” Józefa Serugę, akta z terenów Guberni Lubelskiej, Guberni Chełmskiej i częściowo Guberni Siedleckiej. Archiwum Państwowe w Lublinie rozpoczęło swą działalność 1 grudnia 1918 roku. Stanowisko dyrektora objął prof. Stanisław Ptaszycki. Siedzibą archiwum do roku 1965 były pomieszczenia klasztoru powizytkowskiego przy ul. Narutowicza 10. W okresie międzywojennym podjęto się rewindykacji akt. Zgromadzono ponad 3 km bieżące akt, 400 000 jednostek aktowych. Zajmowano się głównie systematyzowaniem i opracowywaniem archiwaliów rolnych i poaustriackich. Wtedy też akta zostały udostępnione do celów naukowych. W archiwum prace badawcze prowadzili: dyrektor prof. Leon Białkowski (w latach 1926–1939)oraz prof. Aleksander Kossowski i kustosz Jan Riabinin. W latach II wojny światowej archiwum zostało podporządkowane niemieckiemu Urzędowi Archiwalnemu i zmuszone było uczestniczyć w ideologicznych poczynaniach dokumentowania „niemieckości” terenów Lubelszczyzny.
27 lipca 1944 roku archiwum ponownie rozpoczęło działalność, a dyrektorem w latach 1944–1949 był ponownie Leon Białkowski. Dr. Romanowi Szewczykowi udało się zabezpieczyć materiały władz okupacyjnych (w tym akta obozu na Majdanku, więzienia na Zamku, Gestapo, żandarmerii, gubernatora dystryktu Lubelskiego), których wycofujący się w pośpiechu Niemcy nie zdążyli zniszczyć. Po wojnie do zasobu APL weszły przejęte z majątków ziemskich archiwa rodowe i archiwa prywatnych zakładów przemysłowych, oraz księgi grodzkie, miejskie i ziemskie. W latach 1952–1983 archiwum nazywało się „Wojewódzkie Archiwum Państwowe w Lublinie”, któremu podlegały archiwa powiatowe w Łukowie, Kraśniku, Zamościu i Chełmie. W latach 1949–1955 dyrektorem była dr Mirosława Zakrzewska-Dubasowa, a w latach 1955–1965 Tadeusz Mencel. W 1950 roku przejęto samodzielne dotąd „archiwum miejskie”. W 1962 roku dokonano rewindykacji najstarszych ksiąg grodzkich, ziemskich i miejskich oraz akt żandarmerii rosyjskiej. W 1965 roku siedzibę archiwum przeniesiono do odbudowanego gmachu byłego „Kolegium Jezuickiego”, a od 1965 roku dyrektorem przez prawie 30 lat był mgr Franciszek Cieślak.
W 1975 roku powstało województwo lubelskie, dlatego archiwa powiatowe w Chełmie, Kraśniku i Radzyniu Podlaskim (przeniesione z Łukowa) zostały przekształcone w oddziały terenowe, a archiwum powiatowe w Zamościu zostało Archiwum Wojewódzkim. W 1984 roku zmieniono nazwę na „Archiwum Państwowe w Lublinie”. W 1990 roku po rozwiązaniu PZPR, archiwum przejęło akta tej partii z województw bialskopodlaskiego, chełmskiego i lubelskiego.
Oddział w Chełmie.
W 1952 roku zostało powołane „Powiatowe Archiwum Państwowe w Chełmie”, którego zasięg obejmował powiaty Chełmski, Hrubieszowski i Włodawski. W 1975 roku powstało Województwo chełmskie, dlatego archiwum zostało przemianowane na „Oddział Terenowy Archiwum Państwowego w Lublinie”, a jego siedziba przeniesiona do Krasnegostawu. W 1990 roku archiwum wróciło do Chełma.
Oddział w Radzyniu Podlaskim.
Oddział w Radzyniu Podlaskim został utworzony 31 stycznia 1976 roku (oddziały nie były samodzielne, ale stanowiły integralne struktury i działały w warunkach zamiejscowych). W wyniku korekty nazw od 1984 roku archiwum przemianowano na „Archiwum Państwowe w Lublinie Oddział w Radzyniu Podlaskim”. Zasięg działania obejmuje byłe tereny województwa bialskiego (powiaty Bialski, Łosicki, Parczewski i Radzyński).
Oddział w Kraśniku.
W 1955 roku zostało powołane „Powiatowe Archiwum Państwowe w Kraśniku z siedzibą w Kraśniku Fabrycznym”, które obejmowało powiaty Biłgorajski, Janowski i Kraśnicki. Po likwidacji powiatów w 1975 roku archiwum przemianowano na „Oddział Archiwum Państwowego w Lublinie”.